# Sofia Jagellona
Sofia Jagellona, (in polacco Zofia Jagiellonka) (Cracovia, 13 luglio 1522 – Schöningen, 28 maggio 1575), è stata una principessa polacca e duchessa di Brunswick-Wolfenbüttel.

## Biografia
Sofia era figlia del re Sigismondo I Jagellone, e della sua seconda moglie, Bona Sforza. Era la terza dei sei figli dei suoi genitori e crebbe presso il castello di Wawel con i suoi fratelli.

### Matrimonio
Quando nel 1548 sua madre entrò in conflitto con suo figlio, Sigismondo II Augusto per il matrimonio con la sua amante Barbara Radziwiłł, Sofia e le sue sorelle furono mandate via dalla corte di Cracovia per vivere in Masovia.
Tra il 22 e il 25 febbraio 1556 sposò il sessantatreenne duca Enrico V di Brunswick-Lüneburg. Era stato sposato in prime nozze con la principessa Maria, figlia del conte Enrico di Württemberg. La coppia ebbe otto figli, sebbene solo un figlio sopravvisse, il principe Giulio, i cui fratelli maggiori furono uccisi nella battaglia di Sievershausen. Suo padre lo considerava un sovrano incapace e desiderava un altro erede al trono; tuttavia, il secondo matrimonio con Sofia non produsse figli. Fu accompagnata in Germania con un corteo di 500 cortigiani, tra i quali Agnieszka, la sua confidente.

### Vedovanza
L'11 giugno 1568 Sofia rimase vedova. Dopo la morte di suo marito si ritirò a Schöningen. Poco dopo, cadde in disaccordo con il figliastro; il conflitto, che riguardava la portata del dominio principesco negli accordi di Schöningen, si concluse il 17 gennaio 1572 quando entrambi firmarono un accordo. Giulio, tuttavia, non onorò i termini e nel 1573 Sofia dovette chiedere aiuto all'imperatore Massimiliano II.

### Morte
Nella primavera del 1570 Sofia si convertì al luteranesimo e quindi fu il primo e unico membro protestante della dinastia Jagellonica. Morì il 28 maggio 1575 al castello di Schöningen. È sepolta nella chiesa della Beata Vergine Maria a Wolfenbüttel.

## Ascendenza
|                        |                       |                           | Genitori                      |  |  | Nonni |  |  | Bisnonni               |  |  | Trisnonni            |  |
|                        |                       |                           |                               |  |  |       |  |  | Ladislao II di Polonia |  |  | Algirdas di Lituania |  |
|                        |                       |                           |                               |  |  |       |  |  | Ladislao II di Polonia |  |  | Algirdas di Lituania |  |
|                        |                       | Uliana di Tver'           |                               |  |  |       |  |  | Ladislao II di Polonia |  |  |                      |  |
| Casimiro IV di Polonia |                       |                           |                               |  |  |       |  |  | Ladislao II di Polonia |  |  |                      |  |
|                        |                       | Sofia Alšėniškė           | Andrea Alšėniškis             |  |  |       |  |  |                        |  |  |                      |  |
|                        |                       | Sofia Alšėniškė           | Andrea Alšėniškis             |  |  |       |  |  |                        |  |  |                      |  |
|                        |                       | Sofia Alšėniškė           | Aleksandra Druckaja           |  |  |       |  |  |                        |  |  |                      |  |
| Sigismondo I Jagellone |                       | Sofia Alšėniškė           |                               |  |  |       |  |  |                        |  |  |                      |  |
|                        |                       | Alberto II d'Asburgo      | Alberto IV d'Asburgo          |  |  |       |  |  |                        |  |  |                      |  |
|                        |                       | Alberto II d'Asburgo      | Alberto IV d'Asburgo          |  |  |       |  |  |                        |  |  |                      |  |
|                        |                       | Alberto II d'Asburgo      | Giovanna di Baviera-Straubing |  |  |       |  |  |                        |  |  |                      |  |
| Elisabetta d'Asburgo   |                       | Alberto II d'Asburgo      |                               |  |  |       |  |  |                        |  |  |                      |  |
|                        |                       | Elisabetta di Lussemburgo | Sigismondo di Lussemburgo     |  |  |       |  |  |                        |  |  |                      |  |
|                        |                       | Elisabetta di Lussemburgo | Sigismondo di Lussemburgo     |  |  |       |  |  |                        |  |  |                      |  |
|                        |                       | Elisabetta di Lussemburgo | Barbara di Cilli              |  |  |       |  |  |                        |  |  |                      |  |
| Sofia Jagellona        |                       | Elisabetta di Lussemburgo |                               |  |  |       |  |  |                        |  |  |                      |  |
|                        | Galeazzo Maria Sforza | Francesco Sforza          |                               |  |  |       |  |  |                        |  |  |                      |  |
|                        | Galeazzo Maria Sforza | Francesco Sforza          |                               |  |  |       |  |  |                        |  |  |                      |  |
|                        | Galeazzo Maria Sforza | Bianca Maria Visconti     |                               |  |  |       |  |  |                        |  |  |                      |  |
| Gian Galeazzo Sforza   | Galeazzo Maria Sforza |                           |                               |  |  |       |  |  |                        |  |  |                      |  |
|                        |                       | Bona di Savoia            | Ludovico di Savoia            |  |  |       |  |  |                        |  |  |                      |  |
|                        |                       | Bona di Savoia            | Ludovico di Savoia            |  |  |       |  |  |                        |  |  |                      |  |
|                        |                       | Bona di Savoia            | Anna di Cipro                 |  |  |       |  |  |                        |  |  |                      |  |
| Bona Sforza            |                       | Bona di Savoia            |                               |  |  |       |  |  |                        |  |  |                      |  |
|                        |                       | Alfonso II di Napoli      | Ferdinando I di Napoli        |  |  |       |  |  |                        |  |  |                      |  |
|                        |                       | Alfonso II di Napoli      | Ferdinando I di Napoli        |  |  |       |  |  |                        |  |  |                      |  |
|                        |                       | Alfonso II di Napoli      | Isabella di Taranto           |  |  |       |  |  |                        |  |  |                      |  |
| Isabella d'Aragona     |                       | Alfonso II di Napoli      |                               |  |  |       |  |  |                        |  |  |                      |  |
|                        |                       | Ippolita Maria Sforza     | Francesco Sforza              |  |  |       |  |  |                        |  |  |                      |  |
|                        |                       | Ippolita Maria Sforza     | Francesco Sforza              |  |  |       |  |  |                        |  |  |                      |  |
|                        |                       | Ippolita Maria Sforza     | Bianca Maria Visconti         |  |  |       |  |  |                        |  |  |                      |  |
|                        |                       | Ippolita Maria Sforza     |                               |  |  |       |  |  |                        |  |  |                      |  |